# Sanmina
Die Sanmina Corporation (NASDAQ: SANM) zählt zu den größten internationalen Fertigungsdienstleistern für elektronische Komponenten und Komplettsysteme. Der Technologieführer für Electronics Manufacturing Services (EMS) belegt den sechsten Platz unter den weltweiten Top 10 EMS-Unternehmen.  Sanmina zählt zu den 500 größten US-Unternehmen und erzielte 2009 unter den Fortune 500 Platz 292.
Der Auftragsfertiger mit Hauptsitz in San José bietet Original Equipment Manufacturers (OEMs) die Möglichkeit, ihre Produktion auszulagern. Sanmina unterhält dazu weltweite Fertigungsstätten in wichtigen Zielregionen auf vier Kontinenten und in 18 Ländern. Circa 45.000 Mitarbeiter arbeiten weltweit für Sanmina.

## Geschichte
Das Unternehmen wurde 1980 von Milan Mandaric und Jure Sola gegründet. Im Mittelpunkt stand die Produktion von Leiterplatten. Ende der 1980er Jahre wurde das Portfolio um Bus-Leiterplatten (Backplanes) und Baugruppen erweitert.
Im Dezember 2001 kaufte Sanmina für sechs Milliarden US-Dollar SCI Systems (Space Craft Incorporated) aus Huntsville. SCI war zu dieser Zeit zwar fast doppelt so groß wie Sanmina, litt jedoch unter den niedrigen Margen bei der Produktion von PCs. Dagegen war Sanmina durch sein sehr gut laufendes Telekommunikationsgeschäft finanziell wesentlich besser aufgestellt. Nach dem Zusammenschluss mit SCI Systems wurde das Unternehmen im Jahr 2001 in Sanmina umbenannt.

## Geschäftsfelder
Sanmina fokussiert sich auf die folgenden Industriezweige und Marktsegmente:
- Industrie-Elektronik
- Medizintechnik
- Kommunikation
- Luft- und Raumfahrttechnik
- Erneuerbare Energien

Über diese Kernumsatzfelder hinaus produziert Sanmina elektronische Bauteile und Lösungen für Multimedia, die Automobilindustrie sowie Computing und Storage. Die Leistungen von Sanmina umfassen Beratung, Entwicklung, Ausführung und Support für alle Schritte der Produktion. Dazu zählen Design und Engineering für eine optimierte Produktion, Herstellung und Bestückung von Leiterplatten, Platinen, Kabelbäumen, Gehäusen u. a., Build-to-Order (BTO) und Configure-to-Order (CTO) sowie Logistik und Services nach der Produktion wie Reparatur- und Garantieleistungen.